# Jonathan Ifunga Ifasso
Jonathan Ifunga Ifasso (Kinshasa, 10 marzo 1999) è un calciatore congolese (Repubblica Democratica del Congo), attaccante dell'Al-Hilal Omdurman e della nazionale congolese.

## Caratteristiche tecniche
È un'ala sinistra.

## Carriera

### Club
Inizia la propria carriera professionistica in Repubblica Democratica del Congo con le maglie di Dauphins Noirs e Nyuki, con cui gioca due incontri di CAF Confederations Cup; nel 2019 si trasferisce in Marocco al Difaâ El Jadida.

### Nazionali
Il 9 ottobre 2020 debutta con la nazionale congolese giocando l'amichevole persa 3-0 contro il Burkina Faso.

## Statistiche
Statistiche aggiornate al 14 aprile 2020.

### Presenze e reti nei club
| Stagione        | Squadra         | Campionato      | Campionato | Campionato | Coppe nazionali | Coppe nazionali | Coppe nazionali | Coppe continentali | Coppe continentali | Coppe continentali | Altre coppe | Altre coppe | Altre coppe | Totale | Totale | Totale |
| Stagione        | Squadra         | Comp            | Pres       | Reti       | Comp            | Pres            | Reti            | Comp               | Pres               | Reti               | Comp        | Pres        | Reti        | Pres   | Reti   |        |
| --------------- | --------------- | --------------- | ---------- | ---------- | --------------- | --------------- | --------------- | ------------------ | ------------------ | ------------------ | ----------- | ----------- | ----------- | ------ | ------ | ------ |
| 2019            | Nyuki           |                 | -          | -          |                 | -               | -               | CCC                | 2                  | 0                  |             | -           | -           | 2      | 0      |        |
| 2019-2020       | Difaâ El Jadida | BP              | 18         | 1          | CM              | 1               | 0               |                    | -                  | -                  |             | -           | -           | 19     | 1      |        |
| 2020-2021       | Difaâ El Jadida | BP              | 7          | 0          | CM              | 0               | 0               |                    | -                  | -                  |             | -           | -           | 7      | 0      |        |
| Totale carriera | Totale carriera | Totale carriera | 25         | 1          |                 | 1               | 0               |                    | 2                  | 0                  |             | -           | -           | 28     | 1      |        |

### Cronologia presenze e reti in nazionale
| Cronologia completa delle presenze e delle reti in nazionale ― RD del Congo | Cronologia completa delle presenze e delle reti in nazionale ― RD del Congo | Cronologia completa delle presenze e delle reti in nazionale ― RD del Congo | Cronologia completa delle presenze e delle reti in nazionale ― RD del Congo | Cronologia completa delle presenze e delle reti in nazionale ― RD del Congo | Cronologia completa delle presenze e delle reti in nazionale ― RD del Congo | Cronologia completa delle presenze e delle reti in nazionale ― RD del Congo | Cronologia completa delle presenze e delle reti in nazionale ― RD del Congo |
| Data                                                                        | Città                                                                       | In casa                                                                     | Risultato                                                                   | Ospiti                                                                      | Competizione                                                                | Reti                                                                        | Note                                                                        |
| --------------------------------------------------------------------------- | --------------------------------------------------------------------------- | --------------------------------------------------------------------------- | --------------------------------------------------------------------------- | --------------------------------------------------------------------------- | --------------------------------------------------------------------------- | --------------------------------------------------------------------------- | --------------------------------------------------------------------------- |
| 9-10-2020                                                                   | El Jadida                                                                   | Burkina Faso                                                                | 3 – 0                                                                       | RD del Congo                                                                | Amichevole                                                                  | -                                                                           | 69’                                                                         |
| Totale                                                                      |                                                                             | Presenze                                                                    | 1                                                                           |                                                                             | Reti                                                                        | 0                                                                           |                                                                             |